# Pyrochroa serraticornis
Pyrochroa serraticornis — жук родини Pyrochroidae, поширений в Європі.

## Опис
Жуки мають характерний зовнішній вигляд, який дозволяє не переплутати їх з жодними іншими жуками Європи. Тіло в довжину 1-1,4 см, сплощене, забарвлено в червоний колір. Надкрила м'які.
Відрізняються від близького виду вогнецвітки червоної та листоїдів Lilioceris повністю червоною головою. Від вусачів роду охровусач відрізняються пильчастими чи перистими вусиками та відсутністю волосків на надкрилах.

## Спосіб життя
Імаго трапляються з квітня до кінця червня чи липня, у лісових районах чи парках зі старими деревами. Навесні їх можна зустріти на листках щавлю чи кропиви, пізніше вони трапляються на суцвіттях окружкових на узліссях. Тримаються відкрито, хижаки, зокрема птахи, їх уникають через застережувальне забарвлення. Самці синтезують отруйну речовину кантарідин, яку передають також самицям, а ті — до яєць. Описані випадки контакту жуків Pyrochroa з майками, що може бути іншим способом здобути кантарідин, що також може діяти як феромон. Жуки хижі, поїдають дрібних комах, можуть також живитися пилком. Парування відбувається навесні, самиця відкладає яйця невеликими групами під корою повалених дерев, обираючи такі, щоб кора ще щільно прилягала до деревини.
З яєць виходять пласкі личинки з твердою головою та двома шипами позаду. Личинки розвиваються не менше 2 років. Іноді жуки відкладають яйця на те ж місце наступного року, тому нерідко можна зустріти личинок двох віків у одному місці. Личинки живляться органічними рештками, але можуть поїдати й дрібних комах та інших членистоногих. На другу весну личинка зазвичай заляльковується в спеціальній комірці зі шматочків кори. Після виходу з лялечки м'який жук ще 2 тижні перебуває в ній та твердіє.

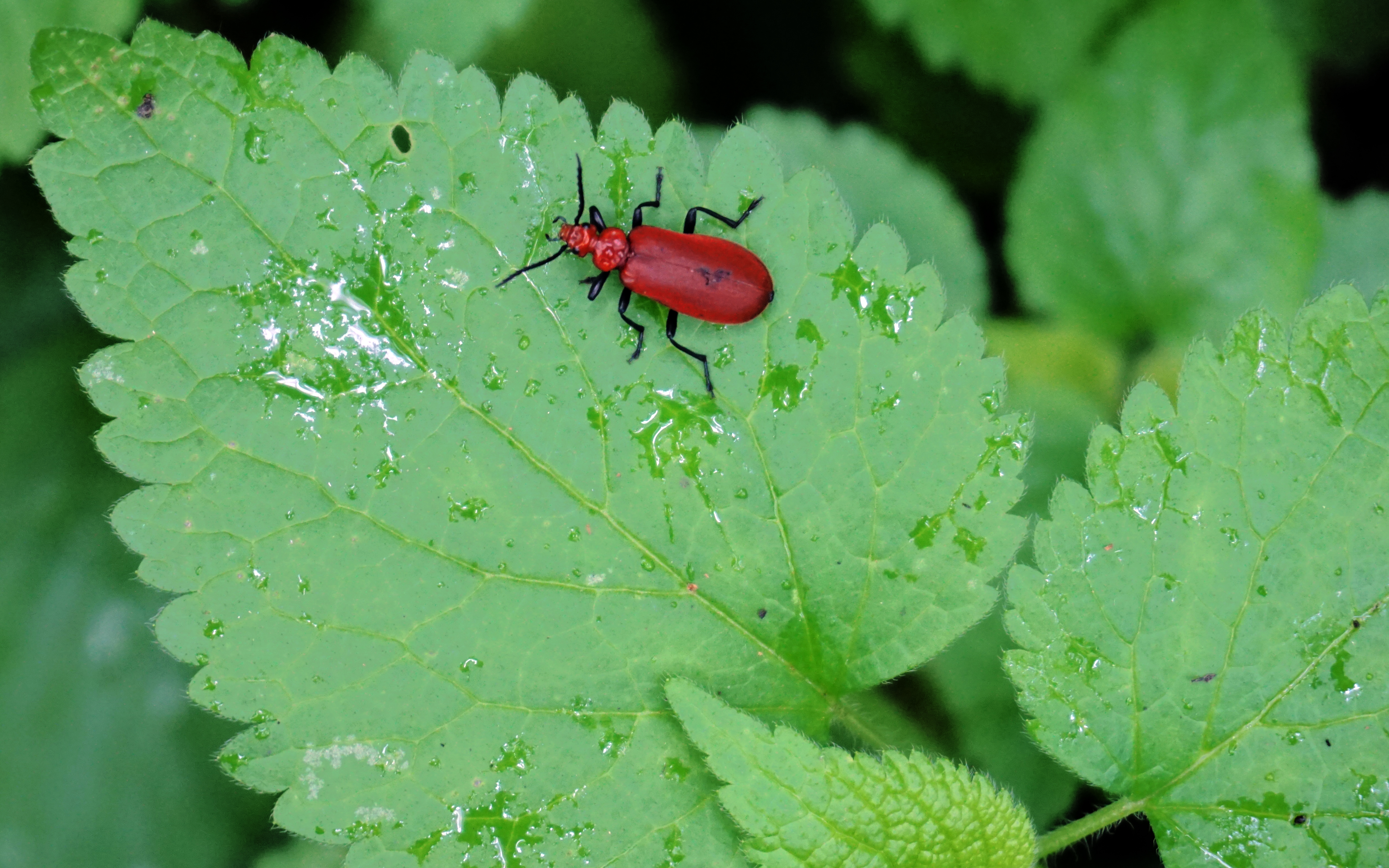
Pyrochroa serraticornis на листку рослини, Україна

У 2021 прочитаний його геном, що містить майже 250 мільйонів пар основ, зібраних у 10 автосом та 2 статеві хромосоми XY.

## Ареал і підвиди
Жук поширений у помірній та південній Європі від Великої Британії та Ірландії до України та Закавказзя, на півночі до Данії, Нідерландів та Латвії. Також відмічений у Туреччині.
Окрім типового підвиду відомий P. serraticornis kiesenwetteri Fairmaire, 1849, який мешкає лише в Сіцилії та Південній Італії.